# آب شدن یخ (روابط اجتماعی)
یخ‌شکن یا آب شدن یخ (به انگلیسی: Icebreaker) یک تمرین تسهیلی مختصر است که به اعضای یک گروه کمک می‌کند تا روند کار با یکدیگر یا تشکیل یک تیم را آغاز کنند. یک "ice breaker" (یخ‌شکن) در واقع یک فعالیت یا سؤال کوتاه است که به منظور شکستن یخ بین افراد و ایجاد ارتباط و تعامل در محیط‌های اجتماعی یا کسب و کار استفاده می‌شود. این فعالیت‌ها و سوالات عموماً به صورت ساده، جالب و غیررسمی هستند و به افراد کمک می‌کنند تا بتوانند به راحتی با یکدیگر آشنا شوند و ارتباطی صمیمی‌تر را برقرار کنند.
هدف اصلی یک یخ‌شکن، ایجاد یک بستر راحت و دوستانه برای شروع مکالمه و ارتباط بین افراد است. این فعالیت‌ها می‌توانند شامل سوالات ساده دربارهٔ علایق، تجربیات، خواسته‌ها و سرگرمی‌ها یا حتی بازی‌های کوتاه و ساده باشند. هدف نهایی این است که افراد را به گفتگو و تعامل دعوت کند و یک اتمسفر دوستانه را فراهم کند. به‌عنوان مثال، یک یخ‌شکن ساده می‌تواند سؤالی مانند "اگر یک قدرت خارق‌العاده داشته باشید، کدام قدرت را انتخاب می‌کنید؟" یا "اگر می‌توانستید به هر جای دنیا سفر کنید، کجا را انتخاب می‌کردید؟" باشد. استفاده از یخ‌شکن‌ها در میانه یک گروه افراد ناشناخته، در جلسات کاری، گردهمایی‌ها، کلاس‌ها یا هر موقعیت دیگری که ارتباط اجتماعی و همکاری لازم است، بسیار مفید است.

## هدف
یخ‌شکن باید با موضوع یا هدف جلسه مرتبط باشد.به عنوان مثال، اگر یک محیط یادگیری مشارکتی برای یک پروژه آموزشی مورد نیاز است، می‌توان یک تمرین یخ‌شکن که همکاری را ترویج می‌کند انتخاب کرد. اگر موضوع جلسه ادبیات باشد، می‌توان موضوع جلسه را از طریق تمرینی که حول کتاب‌های مورد علاقه شرکت کننده می‌چرخد، معرفی کرد. بیشتر یخ شکن‌ها باید سطح مناسبی از خودافشایی را ارتقا دهند، زیرا این امر باعث ایجاد اعتماد بین شرکت کنندگان در گروه می‌شود و به توسعه انسجام گروه کمک می‌کند.
یخ‌شکن‌ها باید آرامش‌بخش و غیر تهدیدکننده باشند.به عنوان مثال، یخ شکن‌ها در یک محیط حرفه‌ای نباید از مردم بخواهند که اطلاعات شخصی خود را فاش کنند یا افراد دیگر را لمس کنند، زیرا ممکن است استرس‌زا یا از نظر فرهنگی نامناسب باشد. آنها نباید شرکت‌کنندگان را شرمنده کنند یا آنها را مجبور به مشارکت کنند. آنها همچنین نباید نسبت به سلسله مراتب اجتماعی و حرفه‌ای در گروه بی‌احترامی کنند، زیرا این امر می‌تواند برای شرکت‌کنندگان ناراحت‌کننده باشد. یک فعالیت ساده بدون پاسخ درست یا غلط می‌تواند اضطراب را برای افرادی که در موقعیت جدید یا گروهی از افراد ناآشنا هستند کاهش دهد.
یخ‌شکن باید به افراد اجازه دهد تا رفتارهای مورد انتظار یا مطلوب را در گروه تجربه کنند.برای مثال، اگر فعالیت‌های گروهی اصلی از چرخش سخت در طول بحث استفاده کنند، یخ‌شکن باید چرخش سخت را مدل کند. یک یخ شکن می‌تواند به مردم کمک کند تا بفهمند که آیا این گروه از نظر روانی ایمن است که نظرات مختلف را می‌پذیرد یا خیر.
در پایان یک تمرین یخ شکن که به خوبی اجرا شده است، مجری باید بتواند آنچه را که در طول تمرین آموخته شده یا هدف یخ شکن را برای گروه خلاصه کند.

## واکنش‌ها
یخ‌شکن‌ها اغلب مورد پسند نیستند، اما اینکه شرکت کنندگان احساس ناخوشایندی می‌کنند یا فکر می‌کنند که این ورزش ناخوشایند یا باعث شرمساری است، تأثیر آنها را در نزدیک کردن افراد به هم مختل نمی‌کند.
افرادی که از یخ‌شکن‌ها خوششان نمی‌آید ممکن است نسبت به تجربه قبلی با یخ شکن‌های نامربوط، بیهوده یا با طراحی ضعیف واکنش نشان دهند، که می‌تواند باعث اتلاف وقت شود.شرکت‌کنندگان همچنین ممکن است جنبه‌هایی از شخصیت خود را نشان دهند، زیرا افراد با شخصیت‌ها یا سبک‌های یادگیری متفاوت به تمرینات مشابه واکنش متفاوتی نشان می‌دهند.

## ملاحظات استفاده از یخ شکن‌ها
- با یک یخ شکن می‌خواهید به چه چیزی برسید؟ آیا می‌خواهید جو را برای جامعه یادگیرنده تنظیم کنید یا به روش‌های جذاب به محتوای دوره هدایت شوید؟
- در انتخاب یا طراحی یک فعالیت به جمعیت خود فکر کنید. این شامل اندازه گروه، جمعیت‌شناسی، سطح دانش، میزان شناخت آنها از یکدیگر، دلایل حضور در کلاس شما و موارد دیگر است. به عنوان مثال، کلاس‌های بزرگتر ممکن است به یک فعالیت ساده نیاز داشته باشند و کلاس‌های جدید ممکن است به یک فعالیت کم خطر نیاز داشته باشند.
- از قبل در مورد فعالیت فکر کنید و آن را مطابق با آن تطبیق دهید. آیا فضایی که دارید کافی خواهد بود؟ آیا همه لوازم مورد نیاز را دارید؟ آیا این فعالیت منجر به مسائل محرمانه می‌شود؟ آیا این فعالیت توانایی‌های متفاوتی را در خود جای می‌دهد؟
- یخ شکن‌ها همیشه دقیقاً طبق برنامه پیش نمی‌روند. انعطاف‌پذیری و تمایل به یادگیری بخشی از ایجاد یک جامعه یادگیری مثبت و باز است.

## «یخ» چیست؟
هنگام طراحی یخ شکن خود، به «یخ» که باید شکسته شود فکر کنید
- اگر شما افراد همفکر را گرد هم می‌آورید، «یخ» ممکن است به سادگی نشان دهنده این واقعیت باشد که مردم هنوز ملاقات نکرده‌اند.
- اگر در حال گرد هم آوردن افراد با درجات و سطوح مختلف در سازمان خود برای یک بحث آزاد هستید، «یخ» ممکن است ناشی از تفاوت وضعیت بین شرکت کنندگان باشد.
- اگر شما افراد با پیشینه، فرهنگ و دیدگاه‌های مختلف را برای کار در جامعه خود گرد هم می‌آورید، ممکن است «یخ» ناشی از برداشت افراد از یکدیگر باشد.

شما باید با این تفاوت‌ها با حساسیت برخورد کنید. فقط روی آنچه برای رویداد شما مهم است تمرکز کنید.

## انواع
انواع مختلفی از یخ شکن‌ها وجود دارد. برخی از رایج‌ترین آنها عبارتند از:

### یخ‌شکن‌های-مقدماتی
اغلب، وقتی مردم برای اولین بار دور هم جمع می‌شوند، همه یکدیگر را نمی‌شناسند. بازی‌ها و فعالیت‌های مقدماتی یخ شکن نه تنها به افراد کمک می‌کند تا یکدیگر را بشناسند، بلکه به آنها کمک می‌کند تفاوت‌ها و شباهت‌ها را بشناسند و درک کنند. یخ شکن‌های مقدماتی می‌توانند به سادگی این باشند که از هر فرد بخواهیم نام خود و یک واقعیت در مورد خود را به گروه بگویند، یا می‌توانند تمرین‌های پیچیده‌ای باشند که برای ایجاد اعتماد و تمایل به همکاری با یکدیگر طراحی شده‌اند.

### یخ‌شکن‌های-آشنایی
یخ‌شکن‌ها اغلب در قالب یک بازی برای «گرم کردن» گروه با کمک به اعضا برای شناخت یکدیگر ارائه می‌شوند. آنها اغلب بر به اشتراک گذاری اطلاعاتی مانند نام، حقایق شخصی، سرگرمی‌ها و غیره تمرکز می‌کنند. آشنایی با شما یخ‌شکن‌ها همچنین به افرادی که قبلاً یکدیگر را می‌شناسند کمک می‌کند تا بیشتر آشنا شوند.

### یخ‌شکن‌های-تیم‌سازی
بسیاری از بازی‌های یخ‌شکن برای کمک به یک گروه برای شروع فرایند تشکیل یک تیم یا تیم‌ها در نظر گرفته شده‌اند. برخی از یخ‌شکن‌های کارگروهی، مانند فعالیت‌های ساختمانی، با ایجاد اعتماد، ارتباطات و توانایی همکاری با یکدیگر به پویایی گروه کمک می‌کنند.

### یخ‌شکن‌های-سرگرم‌کننده
یخ شکن‌های سرگرم‌کننده، مهمانان را به یکدیگر معرفی می‌کنند. از یخ شکن‌های ساده و سرگرم‌کننده برای ترغیب افراد به گفتگو و خندیدن استفاده کنید. این حالت روحیه مناسبی را برای بقیه مهمانی ایجاد می‌کند.

### سؤالات یخ‌شکن
همان‌طور که از نام آن پیداست، سوالات یخ‌شکن به سادگی اطلاعاتی را از افراد در تلاش برای راحت و آسوده ساختن آنها استخراج می‌کند. سوالات یخ‌شکن می‌تواند جدی یا خنده‌دار باشد. بهترین سوالات یخ‌شکن به‌طور خاص برای یک سن و هدف مشخص طراحی شده است و افراد را برای فعالیت‌ها یا تجربیات بعدی آماده می‌کند.

## تمرین‌های مقدماتی یا گرم کردن
نمونه‌هایی از این نوع تمرینات تسهیلگری عبارتند از:

#### واقعیتی که کمتر شناخته شده است
از شرکت‌کنندگان خواسته می‌شود نام، نقش خود در گروه، مدت خدمت و یک «حقیقت کم‌شناخته» دربارهٔ خود را به اشتراک بگذارند. این «واقعیت ناشناخته» به عنصری انسانی برای تعاملات آینده تبدیل می‌شود.

#### دو حقیقت و یک دروغ
هر شرکت کننده در مورد خود سه اظهار نظر می‌کند- دو مورد درست و یکی نادرست. سایر اعضای گروه سعی می‌کنند دروغ را شناسایی کنند.

#### مصاحبه‌ها
شرکت‌کنندگان با هم جفت می‌شوند و ۵ دقیقه را صرف مصاحبه با یکدیگر می‌کنند. گروه دوباره تشکیل می‌شود و مصاحبه‌کننده مصاحبه‌شونده را به گروه معرفی می‌کند.

#### اتاق گرم/سرد
در این بازی، همه مهمانان در یک اتاق جمع می‌شوند و به آن‌ها می‌گویند که یکی از دو گزینه «گرم» یا «سرد» را انتخاب کنند. سپس هر کسی که گزینه مشخص شده را    انتخاب کرده است، باید یک داستان یا تجربه مرتبط با آن گزینه را با دیگران به اشتراک بگذارد.

#### داستان دنباله‌دار بسازید
در این بازی، هر مهمان با یک جمله شروع می‌کند و سپس آن را به مهمان بعدی منتقل می‌کند تا یک داستان جالب و سرگرم‌کننده تشکیل شود. هر مهمان باید با توجه به جمله قبلی، جمله‌ای را اضافه کند تا داستان ادامه پیدا کند. این فرایند به صورت نقاشی هم می‌تواند شکل بگیرد.

#### هیچ وقت نشده که من
«هیچ وقت نشده که من»، همچنین به عنوان «من هرگز…» یا «ده انگشت» نیز شناخته می‌شود، یک بازی یخ‌شکن است که در آن بازیکنان به نوبت از بازیکنان دیگر دربارهٔ کارهایی که انجام نداده‌اند می‌پرسند. سایر بازیکنانی که این کار را انجام داده‌اند با نوشیدن یک نوشیدنی یا پایین آوردن یک انگشت پاسخ می‌دهند.

#### حدس بزنید چه کسی؟
هر یک از اعضای تیم سه برگه کاغذ بدهید و از بازیکنان بخواهید که روی هر برگه یک تکه چیزهای بی‌اهمیت شخصی بنویسند. شرکت کنندگان را تشویق کنید تا حقایق منحصر به فرد، جالب و شگفت‌انگیز را به اشتراک بگذارند. قطعات را تا کنید، آنها را در یک کاسه قرار دهید و آنها را یکی یکی با صدای بلند بخوانید. از دیگر اعضای تیم بخواهید نویسنده واقعیت را حدس بزنند. بعد از اینکه همه بازیکنان حدس زدند، از عضو تیمی که این واقعیت را به اشتراک گذاشته است بخواهید خودش را معرفی کند و اطلاعات بیشتری را به اشتراک بگذارد. این تمرین می‌تواند منجر به بحث‌های سرگرم‌کننده شود زیرا کارمندان نکات ناشناخته‌ای دربارهٔ یکدیگر یادمی‌گیرند.

#### شکار لاشخور
شکار لاشخور بازی ای است که در آن سازمان دهندگان لیستی را تهیه می‌کنند که اقلام خاصی را تعریف می‌کند، که شرکت کنندگان به دنبال جمع‌آوری یا تکمیل تمام موارد موجود در لیست هستند، معمولاً بدون خرید آنها. معمولاً شرکت‌کنندگان در تیم‌های کوچک کار می‌کنند، اگرچه قوانین ممکن است به افراد اجازه مشارکت دهد. هدف این است که اولین نفری باشید که لیست را تکمیل می‌کند یا بیشترین موارد موجود در آن لیست را تکمیل می‌کند. در انواع مختلف بازی، بازیکنان از آیتم‌های فهرست شده عکس می‌گیرند یا به چالش کشیده می‌شوند تا وظایف موجود در لیست را به خلاقانه‌ترین شکل انجام دهند. گنج‌یابی نام دیگری برای بازی است، اما ممکن است شامل دنبال کردن یک سری سرنخ برای یافتن اشیا یا یک جایزه به ترتیب خاص باشد.
این تمرین‌ها به‌ویژه در محیط دانشگاه محبوب هستند، به‌عنوان مثال در میان ساکنان یک اقامتگاه یا گروه‌هایی از دانشجویان که از نزدیک با هم کار می‌کنند، مانند رهبران جهت‌گیری، شاید، یا معلمان بهداشت همتا.

## تمرین‌های تعامل گروهی
یخ‌شکن‌های چالش‌برانگیز همچنین این توانایی را دارند که به یک گروه اجازه دهند تا برای انجام وظایف محول شده خود آمادگی بهتری داشته باشند. به عنوان مثال، اگر هدف تیم طراحی مجدد یک فرایند تجاری مانند حساب‌های پرداختنی باشد، فعالیت یخ‌شکن ممکن است تیم را به تجزیه و تحلیل فرایند ببرد. تجزیه و تحلیل می‌تواند شامل شناسایی نقاط شکست، مفروضات چالش‌برانگیز و توسعه راه حل‌های جدید باشد- همه در یک محیط ساده‌تر و «ایمن تر» که در آن تیم می‌تواند پویایی گروهی را که برای حل مشکلات تعیین شده استفاده خواهد کرد، تمرین کند.
نمونه‌هایی از این نوع تمرینات تسهیلگری عبارتند از:

### تمرین توپ
بلافاصله پس از معرفی، مجری گروه را به صورت دایره‌ای مرتب می‌کند و از هر نفر می‌خواهد که در حالی که نام خود را بیان می‌کند، توپی را به سمت یکی از شرکت‌کنندگان در سمت دیگر دایره پرتاب کند. هنگامی که هر فرد در گروه حداقل یک بار توپ را پرتاب کرده باشد، مجری اعلام می‌کند که تمرین تکرار خواهد شد (اما با زمان‌بندی آن) و قوانین را اعلام می‌کند.
- هر فرد باید توپ را به همان ترتیب دور اول لمس کند.
- هر فرد باید حداقل با یک دست توپ را لمس کند.
- زمانی که توپ به تسهیل‌کننده بازگردانده می‌شود زمان متوقف می‌شود. (برای پیچیدگی بیشتر، تسهیل‌گر گاهی اوقات سه توپ را پشت سر هم به فرایند معرفی می‌کند) صرف نظر از عملکرد آنها، تسهیل‌کننده از عملکرد گروه ابراز ناامیدی می‌کند و از آنها می‌خواهد که آن را سریعتر تکرار کنند. وقتی برای توضیح خواسته می‌شود، تسهیل‌کننده فقط قوانین را تکرار می‌کند. یک تیم مؤثر فرایند خود را برای برآورده کردن الزامات قوانین به‌طور خلاقانه طراحی می‌کند. پس از چندین بار تکرار، تسهیلگر توقف را اعلام می‌کند و از تمرین برای ترسیم اخلاقیاتی که بعداً مرتبط هستند، مانند به چالش کشیدن فرضیات، قانع نشدن به اولین پاسخ، خلاق بودن و غیره استفاده می‌کند.

### تار عنکبوت انسانی
تسهیل‌کننده با یک توپ نخ شروع می‌کند. او یک سر را نگه می‌دارد و توپ را به یک شرکت‌کننده پاس می‌دهد. هر یک از شرکت‌کنندگان خود و نقش خود را در گروه معرفی می‌کنند، سپس با نگه داشتن رشته نخ، به اندازه‌ای باز می‌شود که توپ را به فرد دیگری در گروه بدهد و توضیح می‌دهد که چگونه به آن شخص (یا نقش) وابسته هستند. این روند ادامه می‌یابد، اغلب با وابستگی‌های متعدد تا زمانی که همه معرفی شوند. سپس تسهیل‌کننده نخ شروع را می‌کشد و از گروه می‌پرسد که آیا دست کسی حرکت نمی‌کند یا خیر. سپس تسهیل‌کننده از نخ به عنوان استعاره‌ای برای وابستگی‌های متقابل گروه یا فرایند مورد بحث استفاده می‌کند.

### امید، ترس‌ها و انتظارات
زمانی بهتر است که شرکت کنندگان درک خوبی از چالش خود به عنوان یک تیم داشته باشند. افراد را به دو یا سه نفر گروه‌بندی کنید و از افراد بخواهید که انتظارات خود را از رویداد یا کار پیش رو، از جمله ترس‌ها و امیدهایشان، در میان بگذارند. با جمع‌آوری سه تا چهار امید، ترس و انتظارات از هر گروه، پاسخ گروه را جمع‌آوری کنید.

## تمرینات اکتشاف موضوع

### تداعی کلمات
این به افراد کمک می‌کند تا وسعت منطقه مورد بحث را کشف کنند. فهرستی از کلمات مرتبط با موضوع رویداد یا آموزش خود ایجاد کنید. به عنوان مثال، در یک کارگاه بهداشت و ایمنی، از شرکت کنندگان بپرسید که چه کلمات یا عباراتی در رابطه با «مواد خطرناک» به ذهن می‌رسد. آنها ممکن است پیشنهاد کنند: «خطر»، «خورنده»، «اشتعال پذیر»، «هشدار» و غیره. همه پیشنهادات را روی تخته بنویسید، شاید خوشه بندی بر اساس موضوع. شما می‌توانید از این فرصت برای معرفی اصطلاحات ضروری و بحث در مورد دامنه (چه چیزی در داخل و چه چیزی خارج است) آموزش یا رویداد خود استفاده کنید.

### طوفان فکری
طوفان فکری می‌تواند برای شکستن یخ یا به عنوان یک انرژی دهنده مجدد در طول یک رویداد استفاده شود. برای مثال، اگر افراد در حین حل مسئله در جزئیات غرق می‌شوند، می‌توانید با اجرای یک جلسه طوفان فکری سریع، سرعت را به راحتی تغییر دهید. اگر به دنبال پاسخی برای مشکلات خدمات مشتری هستید، سعی کنید به جای حل آنها، در مورد نحوه ایجاد مشکلات فکر کنید. این می‌تواند به افراد کمک کند دوباره خلاقانه فکر کنند و در زمانی که سطح انرژی در حال کاهش است، به گروه کمک می‌کند.

## نمونه سوالات یخ‌شکن
1. بهترین نصیحتی که تا به حال به شما شده چیست؟
2. وقتی بمیرید، برای چه چیزی می‌خواهید به یاد آورده‌شوید؟
3. کالای مورد علاقه شما که امسال خریده‌اید چیست؟
4. شگفت‌انگیزترین کشف علمی قابل تصور چه خواهد بود؟
5. شغل رؤیایی مطلق شما چیست؟